# Ocko II. tom Brok

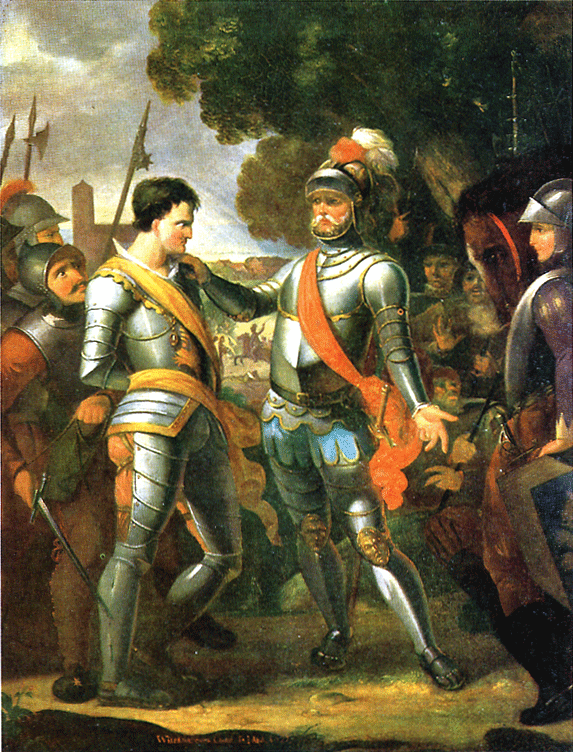
Ocko tom Brok wird nach der Schlacht auf den Wilden Äckern gefangen vor Focko Ukena geführt. Romantisierendes Historiengemälde von Tjarko Meyer Cramer, 1803

Ocko II. tom Brok (* 1407; † 1435 in Norden (Ostfriesland)) war nach dem frühen Tod seines Vaters Keno II. tom Brok, Sohn Ockos I. tom Brok von 1417 bis 1427 Häuptling des Brokmer- und des Auricherlands in Ostfriesland (vorerst unter Vormundschaft seiner Großmutter Foelke).
Ocko II. tom Brok ist der letzte ostfriesische Häuptling aus dem Geschlecht der tom Brok. Unter seiner Herrschaft kam es zu einem Aufbegehren der anderen friesischen Häuptlinge gegen die tom Brok. Ein Konflikt mit seinem Verbündeten Focko Ukena 1424 führte 1426 zum offenen Krieg. Ocko, vermählt mit Ingeborg von Oldenburg, und damit von den Grafen unterstützt, rief diese zur Hilfe. Sie schickten ein Ritterheer, welches von Focko Ukena und seinem Bauernheer am 27. September 1426 in der Schlacht von Detern geschlagen wurde. Ocko II. wurde dann ein Jahr später am 28. Oktober 1427 bei der Schlacht auf den Wilden Äckern endgültig geschlagen und geriet in Gefangenschaft. Er wurde nach Leer verbracht und blieb vier Jahre lang inhaftiert. 1435 starb er machtlos als letzter seines Geschlechts in Norden.